# Fertilidade e religião

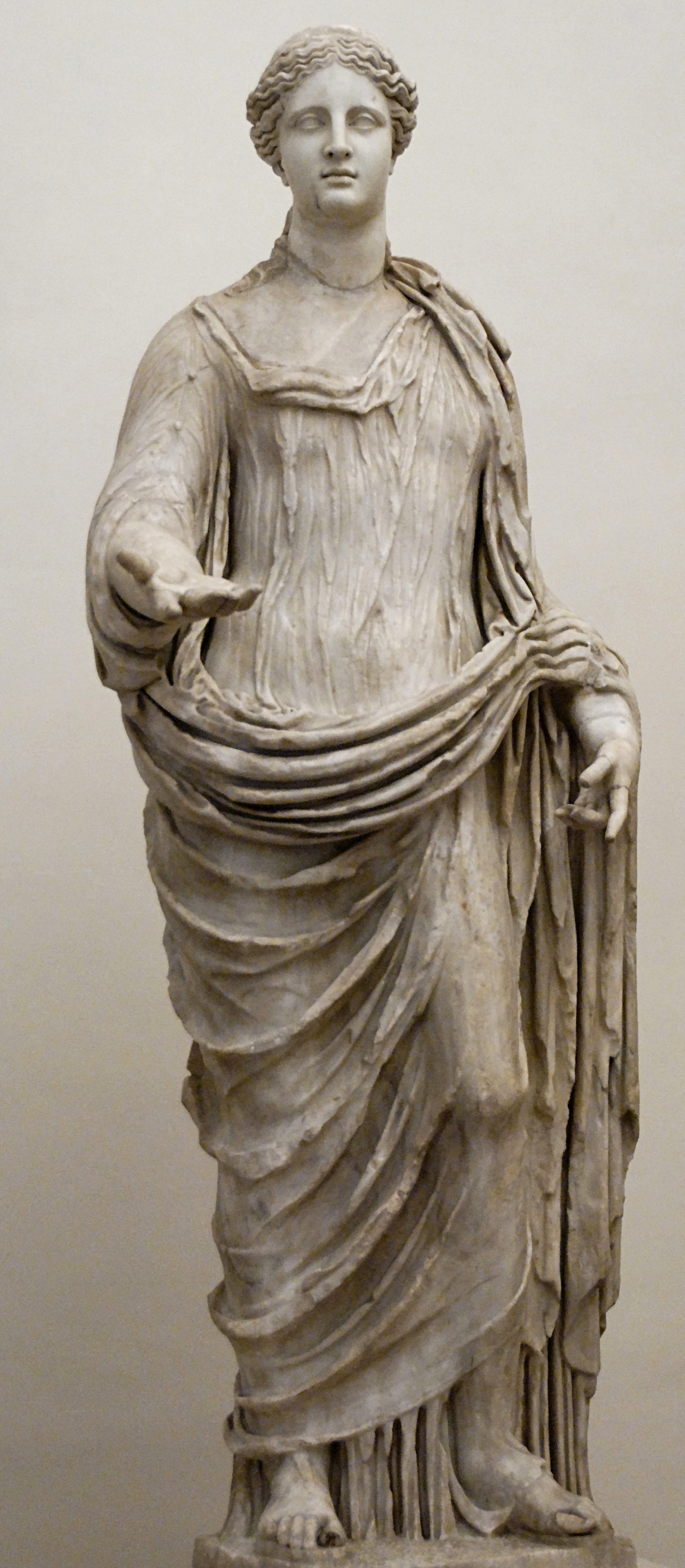
Deméter, a deusa grega da fertilidade

A fertilidade era frequentemente mencionada em muitos contos mitológicos. Na mitologia, divindades da fertilidade existem em diferentes sistemas de crenças ou religiões.

## Divindades da fertilidade
Uma divindade da fertilidade é um deus ou deusa na mitologia associada à fertilidade, à gravidez, e ao nascimento. Em alguns casos, essas divindades estão diretamente associadas ao sexo e, em outros, simplesmente incorporam atributos relacionados.

## Rituais de fertilidade

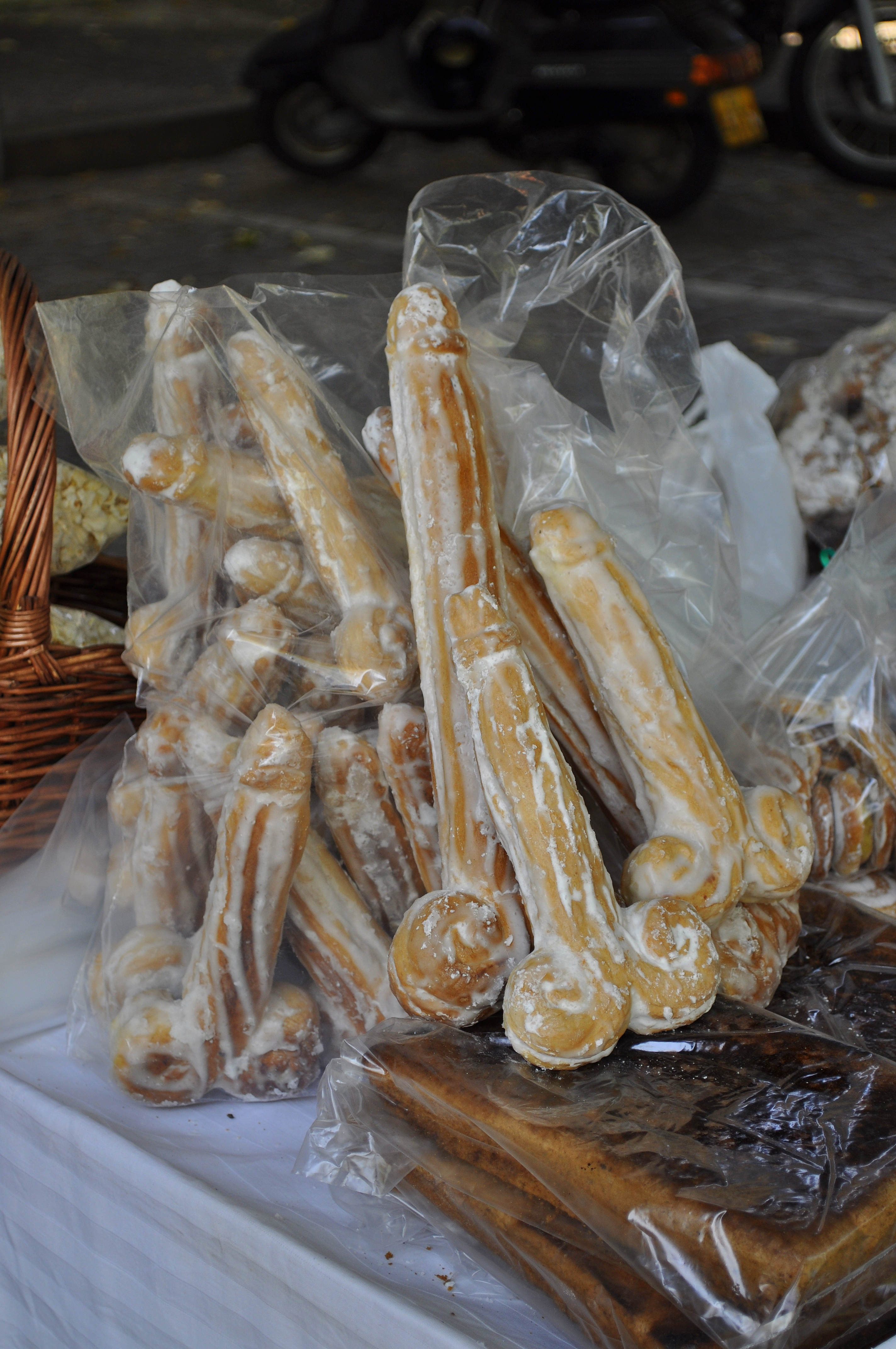
Pastéis de São Gonçalo. Doce erótico de Portugal que se acredita ter origem nos rituais celtas de fertilidade.

Rituais de fertilidade são rituais religiosos que recriam atos sexuais, reais ou simbólicos. Podem incluir sacrifícios de animais e, às vezes, de humanos.
Deméter era a divindade central nos ritos de fertilidade realizados na Grécia clássica. Seus ritos incluíam a celebração da mudança das estações. A maioria dos festivais femininos estava de alguma forma relacionada à função própria da mulher como ser fértil (acreditava-se que permitia às mulheres promover a fertilidade das plantações). No entanto, devido à sua ligação com a colheita da uva, não é surpreendente ver Dioniso associado a Deméter e Coré nos Mistérios de Elêusis.
Na antiga Fenícia, um sacrifício especial era realizado na época da colheita para despertar o espírito da videira; enquanto outro rito de fertilidade de inverno era realizado para restaurar o espírito da videira murcha. O sacrifício incluía cozinhar um cabrito no leite de sua mãe, um costume cananeu que a lei mosaica condenava e proibia formalmente.
De acordo com Ibn Ishaq, a Caaba era antigamente adorada como uma divindade feminina. A circunvolução era frequentemente realizada nua por peregrinos do sexo masculino e às vezes do sexo feminino, e a adoração era associada às deusas da fertilidade. Alguns notaram a aparente semelhança da Pedra Negra e sua moldura prateada com a genitália feminina externa.

## Símbolos de fertilidade

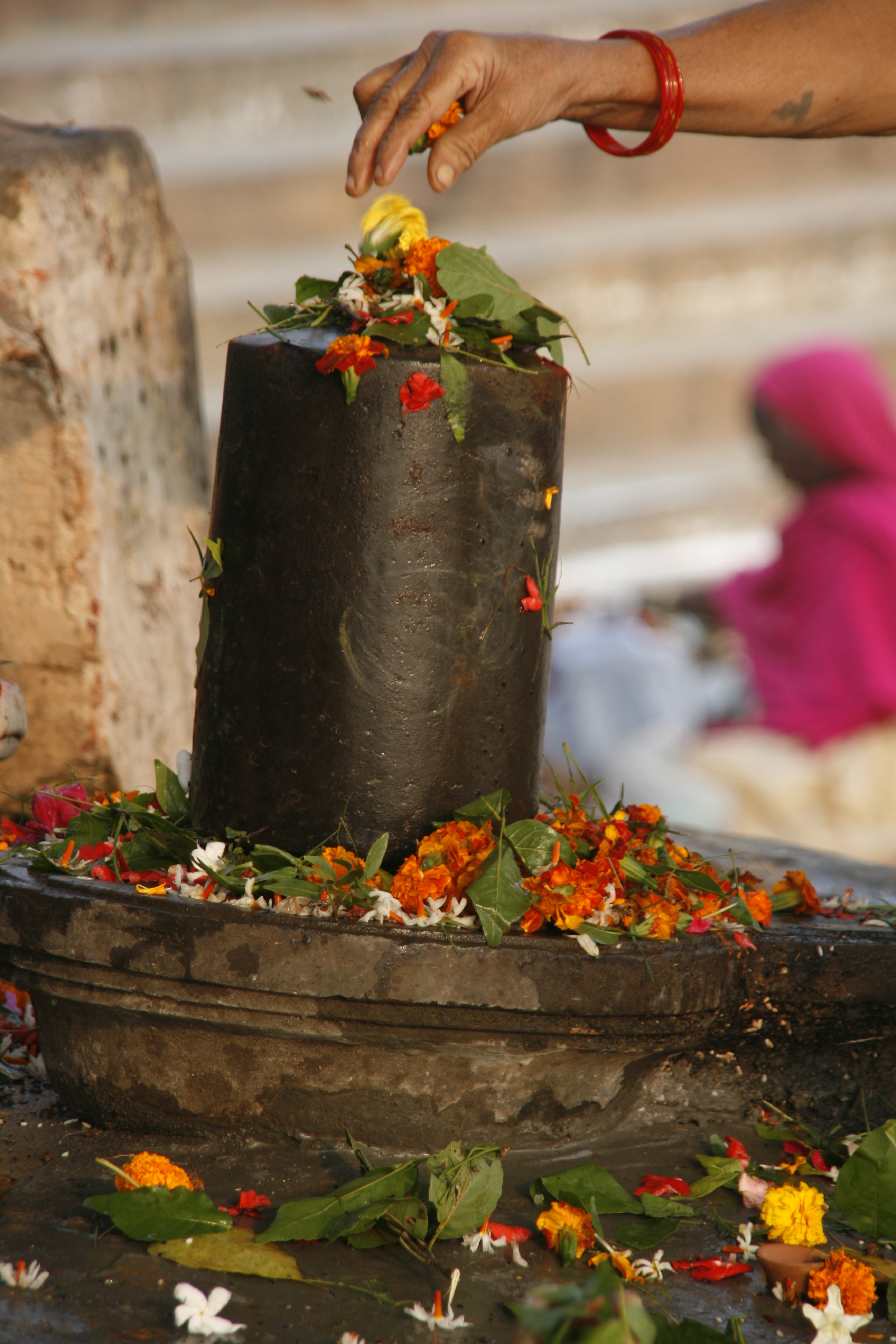
Um lingam típico de Shiva

Os símbolos de fertilidade eram geralmente considerados usados desde os tempos pré-históricos para incentivar a fertilidade nas mulheres, embora também fossem usados para representar a criação em algumas culturas.
Bolos de casamento são uma forma de símbolo de fertilidade. Na antiga Roma, o costume era que o noivo quebrasse um bolo sobre a cabeça da noiva para simbolizar o fim do estado virginal da noiva, garantir a fertilidade e o início do poder do marido sobre ela.
Símbolos de fertilidade eram usados pelos nativos americanos, sendo o mais comum uma figura sobrenatural chamada Kokopelli, uma divindade da fertilidade geralmente representada como um flautista corcunda e dançante carregando um saco, também representado com um grande falo. A divindade preside o parto e a agricultura.
No hinduísmo, o lingam é o símbolo de fertilidade mais poderoso, representando a união crucial de Shiva e Shakti. Shiva é representado com o rio Ganges e a lua na cabeça. Ele usa guirlandas de cobras chamadas Naga. O Ganges, a lua e as cobras são símbolos de fertilidade e estão associados a rituais de fertilidade no hinduísmo.
Na Bíblia judaico-cristã, o Cântico dos Cânticos enfatiza o umbigo como um elemento importante da beleza da mulher. Ele contém imagens semelhantes às das canções de amor da literatura egípcia antiga. Cântico dos Cânticos 7:2 afirma: "Seu umbigo é uma tigela redonda." O versículo anterior à linha que menciona o umbigo (Cântico dos Cânticos 7:1) afirma: "Suas coxas arredondadas são como joias, obra de uma mão de mestre", e o versículo seguinte afirma: "Sua barriga é um monte de trigo." Assim, o tratamento do umbigo aparece textualmente colocado entre a descrição das curvas de uma mulher através da coxa e do estômago ou abdômen. "Barriga" também sugere o útero, e a combinação da imagem do útero com a do trigo sugere a ligação entre romance, erotismo e fertilidade por meio da imagem do umbigo e das coxas curvilíneas. Essas passagens também celebram um estômago e uma barriga curvilíneos e a plenitude como aspectos da atratividade física feminina.
A Bíblia afirma que o propósito do sexo é fertilizar uma mulher, e Deus, por exemplo, pune Onã, que desperdiça seu sêmen, com a morte.
O discurso religioso, em especial cristãos, muçulmanos e judeus, valoriza a virgindade da jovem mulher antes do casamento e associa a desfloração à ideia de fertilidade. A noite de núpcias é a primeira vez que os noivos fazem sexo. O jovem casal é aconselhado e até mesmo obrigado a fazer sexo na primeira noite após o casamento.